# Гросрикерсвалде
Гросрикерсвалде (њем. Großrückerswalde) општина је у њемачкој савезној држави Саксонија. Једно је од 69 општинских средишта округа Ерцгебирге. Према процјени из 2010. у општини је живјело 3.805 становника. Посједује регионалну шифру (AGS) 14521250.

## Географски и демографски подаци
Гросрикерсвалде се налази у савезној држави Саксонија у округу Ерцгебирге. Општина се налази на надморској висини од 536 метара. Површина општине износи 26,7 km². У самом мјесту је, према процјени из 2010. године, живјело 3.805 становника. Просјечна густина становништва износи 143 становника/km².